# تائورانگا
تائورانگا (به انگلیسی: Tauranga) شهریست در جزیره شمالی کشور نیوزیلند.